# 위니 마디키젤라만델라
위니 마디키젤라 만델라(Winnie Madikizela-Mandela, 본명은 놈자모 위니프레드 자니웨 마디키젤라(Nomzamo Winifred Zanyiwe Madikizela), 1936년 9월 26일 ~ 2018년 4월 2일)는 남아프리카 공화국의 정치인이다.

## 생애
1958년에 넬슨 만델라와 결혼하였고 1996년 그와 이혼한 그녀는 한때 남아프리카 공화국 차석부총리를 역임하였다.

## 학력
- 1968년 남아프리카 공화국 위트워터스랜드 대학교 스와힐리어학과 학사

## 주요 이력
- 前 남아프리카 공화국 대통령 비서실 예술과학교육행정특보비서관
- 前 남아프리카 공화국 차석부총리